# Студентска организација Економског факулета Пале
Студентска организација Економског факулета Пале (СОЕФ) је 27. новембра 1995. године, и од тада функционише и своје задатке обавља у складу са својим статутом. 

## Циљеви
СОЕФ је ванстраначка организација. Основни програмски циљеви и задаци СОЕФ-а су : 
- Побољшање студентског стандарда;
- Заступање интереса и права чланова СОЕФ-а;
- Сваки други облик помоћи члановима СОЕФ-а;
- Унапређење факултетске и међуфакултетске сарадње, као и омладинске сарадње у земљи и иостанству;
- Стручни рад и усавршавање чланова СОЕФ-а;
- Оганизовање омладинских манифестација, разних активости научног, културног, спортског и јавног карактера, хуманитарних манифестација, студентских екскурзија и сличних семинара;
- Отварање омладинских објеката за обављање омладинских дјелатности, активности и реализација разних омладинских програма (кафе клуб, скриптарница, студентских сервиса и сл.);
- Издавање јавног студенстског гласила за развој омладинске и студенске мисли.

СОЕФ је пуноправан члан Студентског парламента Универзитета у Источном Сарајеву и Уније студената Републике Српске. СОЕФ је члан и Југословенске асоцијације студената Економског факултета (ЈАСЕФ) као крунске организације студената економије са простора Србије, Црне Горе, Македоније и Републике Српске.